# Edtollita
L'edtollita és un mineral de la classe dels arsenats.

## Característiques
L'edtollita és un arsenat de fórmula química K₂NaCu₅Fe3+O₂(AsO₄)₄. Va ser aprovada com a espècie vàlida per l'Associació Mineralògica Internacional l'any 2016. Cristal·litza en el sistema triclínic. Presenta un nou tipus d'estructura, i una combinació única d'elements. És comparable amb la melanarsita.

## Formació i jaciments
Va ser descoberta a la fumarola Arsenàtnaia, al segon con d'escòries de la fractura principal del volcà Tolbàtxik, a l'óblast de Kamtxatka (Districte Federal de l'Extrem Orient, Rússia). Es tracta de l'únic indret on ha estat trobada aquesta espècie mineral.